# Tales from the Emerald Sword Saga
Tales from the Emerald Sword Saga je kompilační album vydané italskou symphonic power metalovou kapelou Rhapsody, později Rhapsody of Fire v roce 2004.

## Seznam skladeb
1. „Warrior of Ice“ (z alba Legendary Tales, 1997), délka 6:02 minut
2. „Rage of the Winter (Symfonická verze)“ (ze singlu "Holy Thunderforce", 2000), délka 4:48 minut
3. „Forest of Unicorns“ (z alba Legendary Tales), délka 3:24 minut
4. „Land of Immortals (Remake)“ (ze singlu "Emerald Sword", 1998), délka 4:52 minut
5. „Emerald Sword“ (z alba Symphony of Enchanted Lands, 1998), délka 4:21 minut
6. „Wisdom of the Kings“ (z alba Symphony of Enchanted Lands), délka 4:29 minut
7. „Wings of Destiny“ (z alba Symphony of Enchanted Lands), délka 4:28 minut
8. „Riding the Winds Of Eternity (upravená verze)", délka 3:48 minut
9. „Dawn of Victory“ (z alba Dawn of Victory, 2000), délka 4:47 minut
10. „Holy Thunderforce (Remix)“, délka 4:21 minut
11. „Village of Dwarves“ (z alba Dawn of Victory), délka 3:52 minut
12. „Rain of a Thousand Flames“ (z EP Rain of a Thousand Flames, 2001), délka 3:47 minut
13. „Knightrider of Doom“ (z alba Power of the Dragonflame, 2002), délka 3:57 minut
14. „March of the Swordmaster“ (z alba Power of the Dragonflame), délka 5:04 minut
15. „Power of the Dragonflame“ (z alba Power of the Dragonflame), délka 4:27 minut
16. „Lamento Eroico“ (z alba Power of the Dragonflame), délka 4:39 minut

Celková délka 70:58 minut

## Rozdíly ve skladbách
Skladba 8 "Riding the Winds of Eternity" je stejná jako ta z alba Symphony of Enchanted Lands jenom bez zvuku vln na začátku.
Skladba 10 "Holy Thunderforce" akorát se odlišuje od originální verze z alba Dawn of Victory tím, že odešla velká část pěveckého sboru.